# Stanisław Borowiczka
Stanisław Tomasz Borowiczka (ur. 25 czerwca 1872 we Lwowie, zm. 20 lipca 1930 w Sanoku) – polski nauczyciel, profesor i dyrektor gimnazjalny, działacz społeczny, kapitan rezerwy artylerii Wojska Polskiego.

## Życiorys
Stanisław Tomasz Borowiczka urodził się 25 czerwca 1872 we Lwowie. Był synem Karola (c. k. profesor historii naturalnej w C. K. Gimnazjum w Stanisławowie) i Marii. Miał braci Kazimierza (ur. 1870, rewident rachunkowy w C. K. Krajowej Dyrekcji Skarbu we Lwowie), Tadeusza (1876-1934, także od 1899 nauczyciel i potem profesor gimnazjalny, również oficer c. k. armii oraz kapitan Wojska Polskiego, cztery lata młodszy i zmarły cztery lata później).
Kształcił się w C. K. Gimnazjum w Stanisławowie, gdzie w 1891 ukończył VIII klasę i zdał egzamin dojrzałości. Podjął studia na Uniwersytecie Lwowskim, najpierw studiował trzy lata na Wydziale Prawa, po czym przeniósł się na Wydział Filozoficzny, gdzie od 1896 do 1899 studiował historię i geografię.
Na przełomie 1896/1897 został mianowany jednorocznym ochotnikiem w artylerii c. k. armii. W rezerwie artylerii polowej został mianowany kadetem z dniem 1 stycznia 1897, potem awansowany na stopień podporucznika z dniem 1 stycznia 1899. Jako rezerwista był przydzielony do 31 pułku artylerii dywizyjnej w Stanisławowie do około 1904.
Z wykształcenia został nauczycielem historii i geografii jako przedmiotów głównych. 5 sierpnia 1899 został mianowany zastępcą nauczyciela w C. K. II Gimnazjum we Lwowie z językiem niemieckim wykładowym. Podjął pracę nauczyciela od 1 września 1899. Uczył języka łacińskiego, języka polskiego, języka niemieckiego, historii. 28 października 1902 został przeniesiony w tym samym charakterze do C. K. IV Gimnazjum we Lwowie. W oddziałach równorzędnych IV Gimnazjum uczył języka niemieckiego, języka polskiego, historii, geografii. Egzamin zawodowy złożył 22 listopada 1904. W tym celu do komisji egzaminacyjnej we Lwowie przedstawił w 1903 jako pracę domową pracę seminaryjną z 1900 pt. Fryderyk II Hohenstauf a Innocenty IV (1243-1250).
23 lipca 1906 został mianowany nauczycielem rzeczywistym w C. K. Gimnazjum w Sanoku i podjął tam pracę od 1 września 1906. W tej szkole nauczał historii i geografii, historii krajowej (dziejów ojczystych), był zawiadowcą zbiorów historycznych i geograficznych. W trakcie roku szkolnego 1907/1908 przebywał na urlopie. Reskryptem z 24 grudnia 1908 został zatwierdzony w zawodzie nauczycielskim i otrzymał tytuł c. k. profesora. W roku szkolnym 1913/1914 nadzorował także filię sanockiego gimnazjum.
Po wybuchu I wojny światowej od 28 września 1914 przebywał w Wullersdorf. Później podczas wojny w roku szkolnym 1915/1916, 1916/1917 i 1917/1918 pełnił służbę wojskową w C. K. Armii. 29 stycznia 1916 otrzymał tytuł profesora VIII rangi. Do pracy nauczycielskiej w sanockim gimnazjum powrócił w roku szkolnym 1918/1919, przy czym do stycznia 1919 przebywał na urlopie celem poratowania zdrowia
Po odzyskaniu przez Polskę niepodległości został przyjęty do Wojska Polskiego. Awansowany na stopień kapitana rezerwy artylerii ze starszeństwem z dniem 1 czerwca 1919. Około 1923 był oficerem rezerwowym 10 pułku artylerii ciężkiej w Przemyślu, a około 1924 oficerem pospolitego ruszenia, przydzielonym do tego pułku.
Po stałym powrocie do pracy nauczyciela w sanockiej szkole, przemianowanej Państwowe Gimnazjum, uczył języka niemieckiego, historii, geografii, od 1919/1920 nadzorował filię gimnazjum i był pomocnikiem kancelaryjnym dyrekcji. Od 1 kwietnia 1922 otrzymał zniżoną liczbę godzin lekcyjnych. Od 1 kwietnia do 30 czerwca 1923 oraz ponownie od 1 grudnia 1924 przebywał na urlopie dla poratowania zdrowia
Po przejściu na emeryturę dyrektora Stanisława Basińskiego, od 31 sierpnia 1925 do 1927 był kierownikiem sanockiego gimnazjum, w tym w roku szkolnym 1926/1927, gdy formalnie będący dyrektorem szkoły Stanisław Cebula sprawował inne stanowisko poza Sanokiem. W czasie jego urzędowania dokonano odrestaurowania budynku szkoły, dotkniętego zniszczeniami podczas I wojny światowej. W roku szkolnym 1927/1928 przebywał na urlopie dla poratowania zdrowia. W ostatnim okresie życia z uwagi na stan zdrowia nie był w stanie prowadzić intensywnej pracy nauczycielskiej.

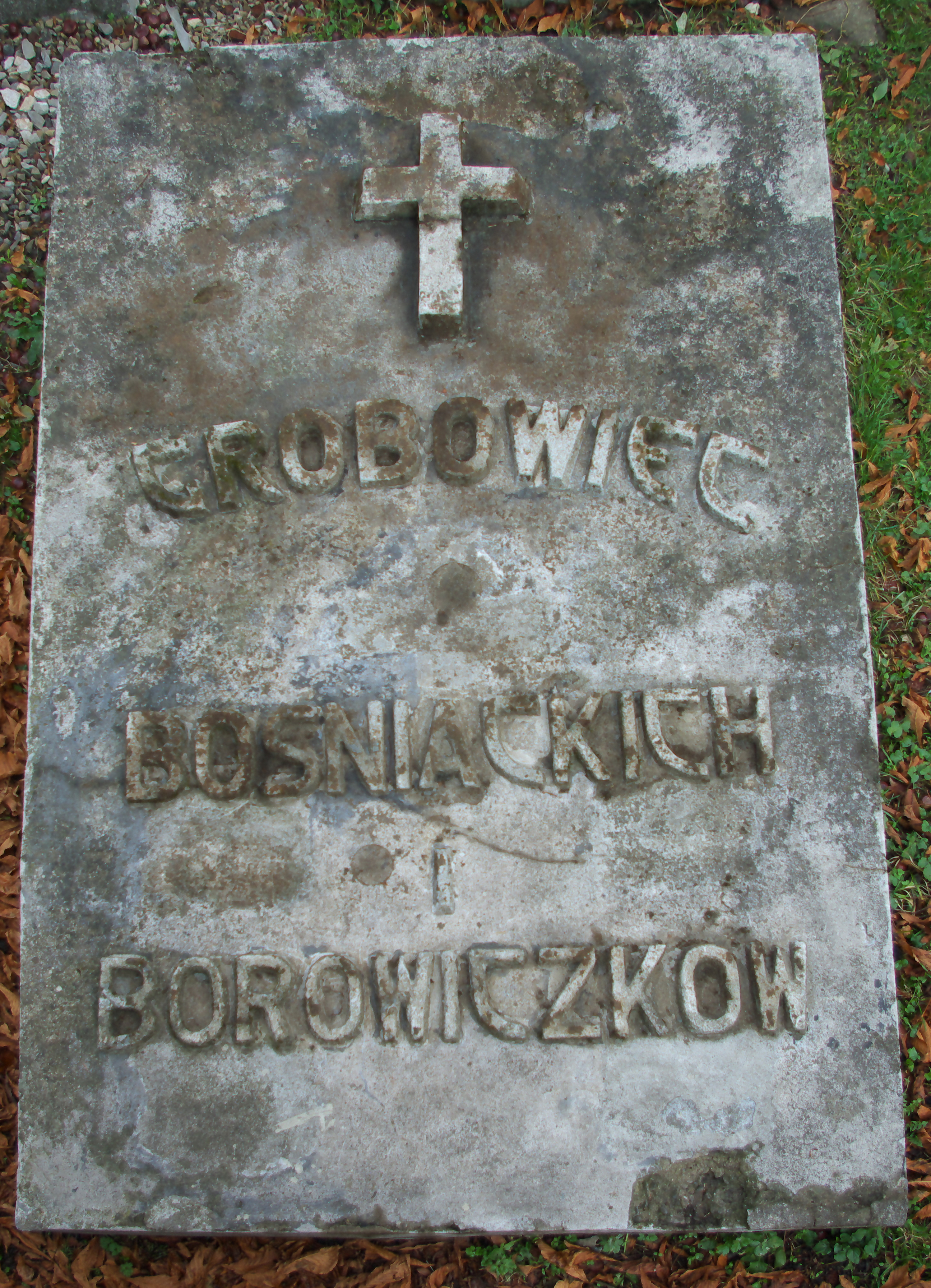
Nagrobek Bośniackich i Borowiczków w Sanoku

W Sanoku udzielał się społecznie. Był członkiem sanockiego gniazda Polskiego Towarzystwa Gimnastycznego „Sokół” (1906, 1912). Pełnił funkcję członka i sekretarza wydziału Bursy Jubileuszowej im. Cesarza Franciszka Józefa w Sanoku. Przy C. K. Sądzie Obwodowym w Sanoku został wybrany przysięgłym zastępcą w 1910. Był działaczem sanockiego koła Towarzystwa Nauczycieli Szkół Wyższych: 4 grudnia 1910 został członkiem zarządu, 26 października 1919 zastępcą prezesa. Po przekształceniu 29 stycznia 1922 został wybrany zastępcą prezesa sanockiego koła Towarzystwa Nauczycieli Szkół Średnich i Wyższych.
25 lutego 1911 zawarł związek małżeński z Heleną Ludwiką Bośniacką (ur. 1885) córkę Antoniego Leona Grzymały Bośniackiego (radca C. K. Sądu Krajowego, adwokat przy C. K. Sądzie Obwodowym w Sanoku), a ślubu młodej parze udzielił katecheta sanockiego gimnazjum, ks. dr Józef Drozd w Kościele Przemienienia Pańskiego w Sanoku. Szwagrem S. Borowiczki był sanocki lekarz dr Jan Puzdrowski, od 1904 mąż Zofii Bośniackiej.
Stanisław Borowiczka zmarł 20 lipca 1930 w Sanoku. Został pochowany w grobowcu rodzin Bośniackich i Borowiczków na cmentarzu przy ul. Rymanowskiej w Sanoku 22 lipca 1930 po pogrzebie pod przewodnictwem ks. Franciszka Witeszczaka.
W roku szkolnym 1912/1913 uczniem II klasy był Karol Borowiczka (ur. 1901; wzgl. Władysław, zm. 1958), będący wówczas pod opieką Stanisława Borowiczki.

## Odznaczenia
austro-węgierskie
- Brązowy Medal Jubileuszowy Pamiątkowy dla Sił Zbrojnych i Żandarmerii (około 1899)[16][61]
- Medal Jubileuszowy Pamiątkowy dla Cywilnych Funkcjonariuszów Państwowych (przed 1914)[61]
- Krzyż Jubileuszowy dla Cywilnych Funkcjonariuszów Państwowych (przed 1912)[62][61][63]